# Ищван Нерш
Ищван Нерш (на унгарски: Nyers István), наричан още Стефано или Етиен е унгарски футболист, нападател. Роден е на 25 март 1924 г. във Фреминг-Мерлебаш, Франция в семейството на унгарски емигранти. Характерен с топовния си шут (причинил фрактури на вратарите Францоси и Албани), хвърлянията от тъч на разстояние от 40 метра, както и бързата игра с крака (финтове), въпреки че изиграва само 2 мача за националния отбор на Унгария (в които вкарва два гола), той е смятан за един от най-великите футболисти на страната си.
Дълго след като се оттегля от футбола живее в Болоня.
Умира на 9 март 2005 г. в Суботица (Сърбия), болен в бедно и окаяно състояние, далеч от славата която го е съпътствала през живота.

## Клубна кариера
Започва професионалната си кариера в Будапеща, където се състезава за местния Уйпещ, с които печели унгарския шампионат на два пъти (през 1945 и 1946 г.). През лятото на 1946 г. изиграва 3 мача за чехословашкия Виктория Жижков. Скоро обаче правата му са спрени, тъй като напускането му на предишния клуб Уйпещ е нелегално.
Нерш преминава във френския Стад Франсес, където треньор е Еленио Ерера. Въпреки избухливия си характер, унгарецът става една от звездите в отбора и вкарва 34 гола в 62 срещи. По това време печели прякора си „Страшното дете“ поради честите си скандали с мароканския футболист Ларби Бен Барек.
През 1949 г. при среща с италианския Интер е забелязан от Джулио Капели, който го привлича в Милано. Именно в Италия Ниерш разкрива пълния си потенциал на велик футболист. Дебютира в мач срещу Сампдория с хеттрик, като още в дебютния си сезон за Интер, става голмайстор на шампионата с 26 гола, след което на два пъти (поред) печели италианската Серия А (през 1953 и 1954 г.). Изиграва 182 мача за италианския шампион, в които вкарва 133 попадения. Печели сърцата на феновете със силната си игра в дербитата с Милан, в които има 11 гола. С екипа на Интер само Джузепе Меаца е отбелязвал повече попадения в градското дерби (12). Води бохемски начин на живот извън терена – кара американски коли, играе покер и е популярен сред жените.
През 1954 г. изиграва няколко контроли за швейцарския Сервет, след което се връща в Италия с екипа на Рома. За „вълците“ вкарва 20 гола в рамките на два сезона. През 1956 г. Ласло Кубала се опитва да го уреди в Барселона и Ищван участва в приятелски срещи. Поради правилото в испанското първенство всеки отбор да има само по един чужденец, нападателят не бива регистриран и не записва официален мач. Все пак остава в Испания и играе за тимовете на Тераса и Сабадел в Сегунда дивисион. След това се връща в Италия и играе за Лечо и Марцото Валдано.

## Национален отбор
Изиграва 2 мача за националния отбор на Унгария – през 1945 г. срещу Румъния и през 1946 г. срещу Австрия. И в двата мача отбелязва по един гол.